# خوان مانويل غارسيا غارسيا
خوان مانويل غارسيا غارسيا (بالإسبانية: Juan Manuel García García)‏ (20 فبراير 1993 بلا رينكونادا في إسبانيا - ) هو لاعب كرة قدم إسباني في مركز الهجوم. لعب مع ريال بيتيس وريال بيتيس بي ونادي ديبورتيفو الكالا وCoria CF ‏.

## وصلات خارجية
- خوان مانويل غارسيا غارسيا على موقع قاعدة بيانات كرة القدم.إي يو (الإنجليزية)
- خوان مانويل غارسيا غارسيا على موقع Soccerway.com (الإنجليزية)